# Малий Муйнак
Малий Муйна́к (рос. Малый Муйнак, башк. Малай Муйнак) — присілок у складі Зіанчуринського району Башкортостану, Росія. Входить до складу Суренської сільської ради.
Населення — 96 осіб (2010; 98 в 2002).
Національний склад:
- башкири — 92%